# Sathodrilus veracruzicus
Sathodrilus veracruzicus är en ringmaskart som beskrevs av Holt 1968. Sathodrilus veracruzicus ingår i släktet Sathodrilus och familjen Cambarincolidae. Inga underarter finns listade i Catalogue of Life.